# Dub Pistols
Dub Pistols – zespół wykonujący  muzykę elektroniczną, założony w 1996 roku przez producenta i znanego londyńskiego DJ-a, Barry’ego Ashwortha oraz Jasona O'Bryana.
Ich nagrania wykorzystano jako ścieżkę dźwiękową do takich filmów jak: Blade 2, Bad Company, Mystery Man, oraz w popularnej grze deskorolkowej Tony Hawk’s Pro Skater 2, a także w grze Nba Live 08. Jak dotąd zespół wydał dziesięć płyt.

## Dyskografia
- Point Blank (1998)
- Six Million Ways To Live (2003)
- Speakers and Tweeters (2007)
- Rum & Coke (2009)
- Re-Hash (2011)
- Worshipping the Dollar (2012)
- Return of the Pistoleros (2015)
- Crazy Diamonds (2017)
- Addict (2020)
- Frontline (2023)